# Военно-морской музей Северного флота
Военно-морской музей Северного флота (Федеральное государственное казённое учреждение культуры и искусства «Военно-морской музей Северного флота» Министерства обороны Российской Федерации) — военно-исторический музей, расположенный в Мурманске.

## История
Военно-морской музей Северного флота был открыт 16 октября 1946 года в здании Дома офицеров города Мурманска постройки 1938 года, являющемся выявленным памятником архитектуры —  Объект культурного наследия № 5130002000.
Первой была открыта экспозиция «Оборона Советского Заполярья в годы Великой Отечественной войны 1941 год — 1945 год».
На базе музея проводится научная и редакционно-издательская деятельность, в результате которой за более, чем 60 лет, было выпущено порядка 150 печатных изданий по истории Северного флота.
Более 30 раз работа музея была признана как лучшая в музейной сети страны, Вооружённых Сил и Военно-морского флота.

## Экспозиция и фонды
В настоящее время экспозиции музея содержат материалы, относящиеся к истории развития атомных подводных лодок, надводных кораблей и морской авиации, а также всего Северного флота в целом. Представленными экспонатами охватывается период с 1693 года по настоящее время.
Фонды музея содержат около 65 тысяч единиц хранения, являются важнейшей составной частью морского наследия России. Они включают в себя модели судов, предметы вооружения, флаги и знамёна, личные вещи, награды, документы и фотографии моряков, карты и произведения изобразительного искусства, освещающие историю создания и эволюции Северного флота России.

## Филиалы
Военно-морской музей Северного флота имеет филиалы в ЗАТО Североморск, среди которых:
- Подводная лодка К-21 (г. Североморск)Подводная лодка К-21, филиал Военно-морского музея Северного флота в Североморске

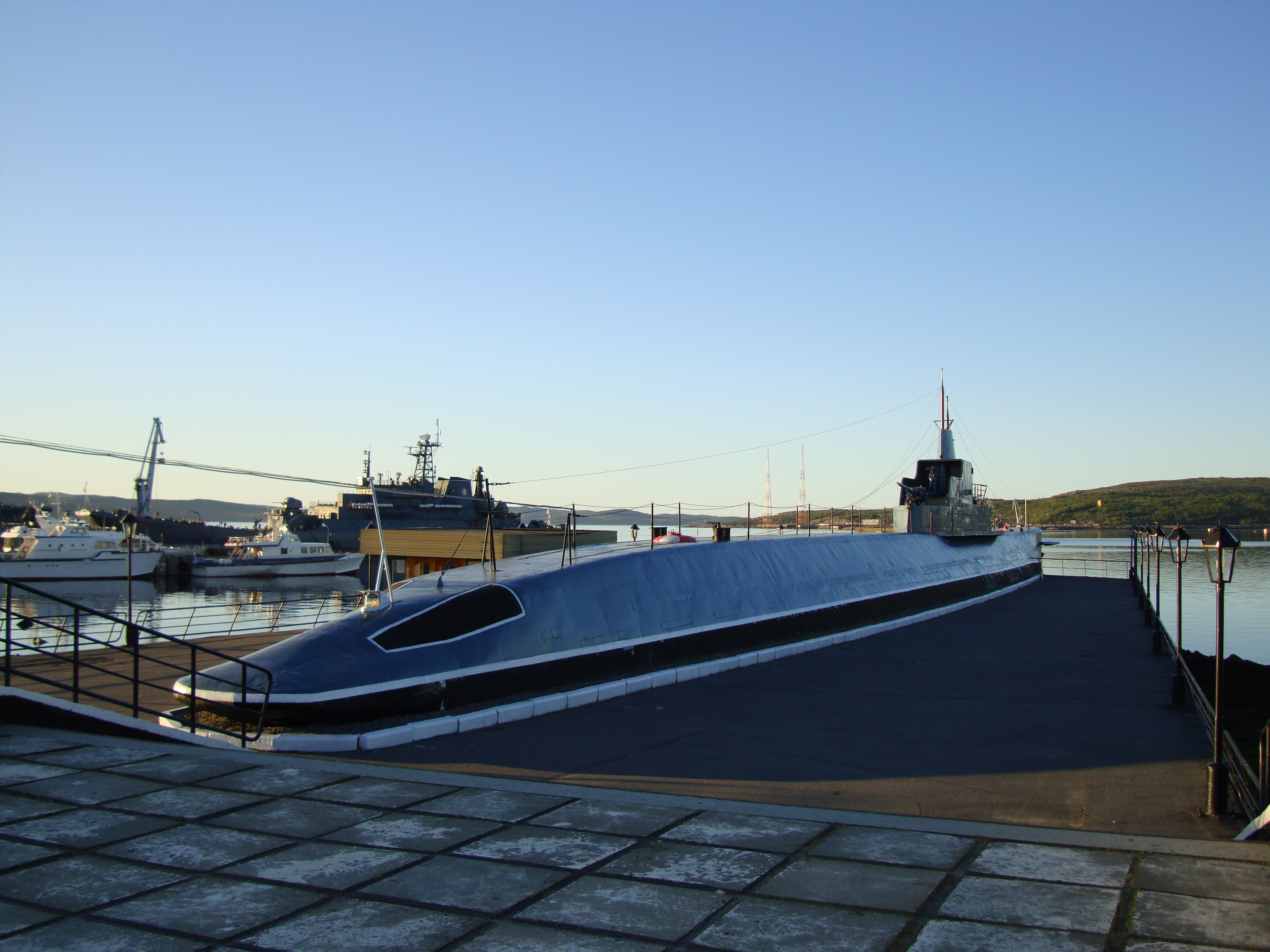
Подводная лодка К-21, филиал Военно-морского музея Северного флота в Североморске

- Музей военно-воздушных сил Северного флота (пос. Сафоново)[4]Музей авиации Северного флота, филиал Военно-морского музея Северного флота в Сафоново

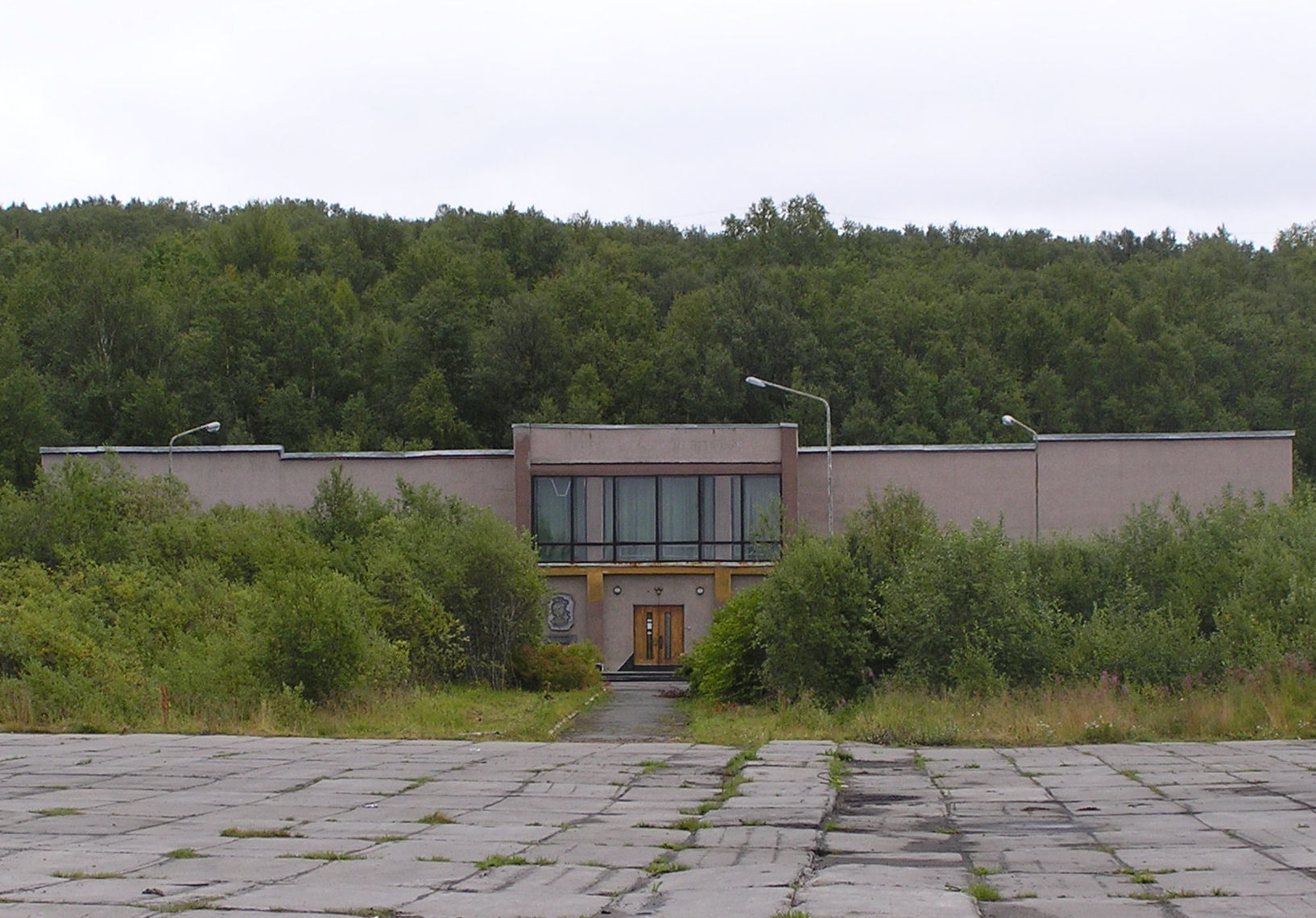
Музей авиации Северного флота, филиал Военно-морского музея Северного флота в Сафоново